# Krasnogorský rajón (Moskevská oblast)
Krasnogorský rajón (rusky Красногорский район) je jedním z rajónů Moskevské oblasti v Rusku. Jeho administrativním centrem je město Krasnogorsk. Trvale zde žije přibližně 336 tisíc obyvatel.

## Geografie
Na východě sousedí s městem Moskva, na jihu s Odincovským rajónem, na západě s Istrinským rajónem, na severu s Solnečnogorským rajónem a městem Chimki. Do rajónu patří 4 samosprávné obecní obvody, z toho jsou dva městské a dva vesnické. Sídla samosprávných obvodů jsou Krasnogorsk, Nachabino, Ilinskoje a Otradnoje.